# Elżbieta Gawrych
Elżbieta Henryka Gawrych, właściwie Elżbieta Gawrych-Andrzejewska (ur. 1948) – polska chirurg, dr hab. nauk medycznych, adiunkt Katedry i Kliniki Chirurgii Dziecięcej, Onkologicznej, Urologii i Chirurgii Ręki, oraz kierownik Wydziału Lekarskiego z Oddziałem Nauczania w Języku Angielskim Pomorskiego Uniwersytetu Medycznego w Szczecinie.

## Życiorys
Studiowała na Wydziale Lekarskim Pomorskiej Akademii Medycznej w Szczecinie, 17 lutego 1988 obroniła pracę doktorską Zastosowanie przeszczepu kości gąbczastej i okostnej w rozszczepie podniebienia pierwotnego i wtórnego w okresie wymiany uzębienia, 6 czerwca 2000 habilitowała się na podstawie dorobku naukowego i pracy zatytułowanej Leczenie skrzywionej chrzęstnej przegrody nosa w jednostronnym całkowitym rozszczepie podniebienia pierwotnego i wtórnego.
Objęła funkcję adiunkta, a także kierownika w Katedrze i Kliniki Chirurgii Dziecięcej, Onkologicznej, Urologii i Chirurgii Ręki na Wydziale Lekarskim z Oddziałem Nauczania w Języku Angielskim Pomorskiego Uniwersytetu Medycznego w Szczecinie.
6 grudnia 2013 nadano jej tytuł profesora w zakresie nauk medycznych.

## Publikacje
- 2011: Oculoauriculovertebral spectrum with a full range of several clinical manifestations - case report[2]
- 2015: Ocena wartości ciśnienia tętniczego u dzieci urodzonych z ciąż powikłanych cukrzycą ciążową[2]
- 2015: Assessment of selected carbohydrate parameters in children exposed to gestational diabetes in utero[2]